# Phillip Kiplimo
Phillip Kiplimo (* 24. März 1991) ist ein ugandischer Langstreckenläufer und Berglauf-Weltmeister (2013).

## Werdegang
2013 nahm er an den Crosslauf-Weltmeisterschaften in Bydgoszcz teil, siegte bei den Berglauf-Weltmeisterschaften in Krynica-Zdrój und wurde Sechster beim Köln-Marathon.
2014 wurde er Vierter beim Linz-Marathon, Achter bei den Commonwealth Games in Glasgow und Zweiter beim Hōfu-Marathon.
Am 16. Juni 2019 gewann er den Kigali International Peace Marathon in Ruanda mit einer Zeit von 2:20:21 h.

## Persönliche Bestzeiten
- 10.000 m: 28:34,71 min, 19. Juli 2013, Kampala
- Marathon: 2:11:30 h, 13. Oktober 2013, Köln